# 真光寺 (備前市)

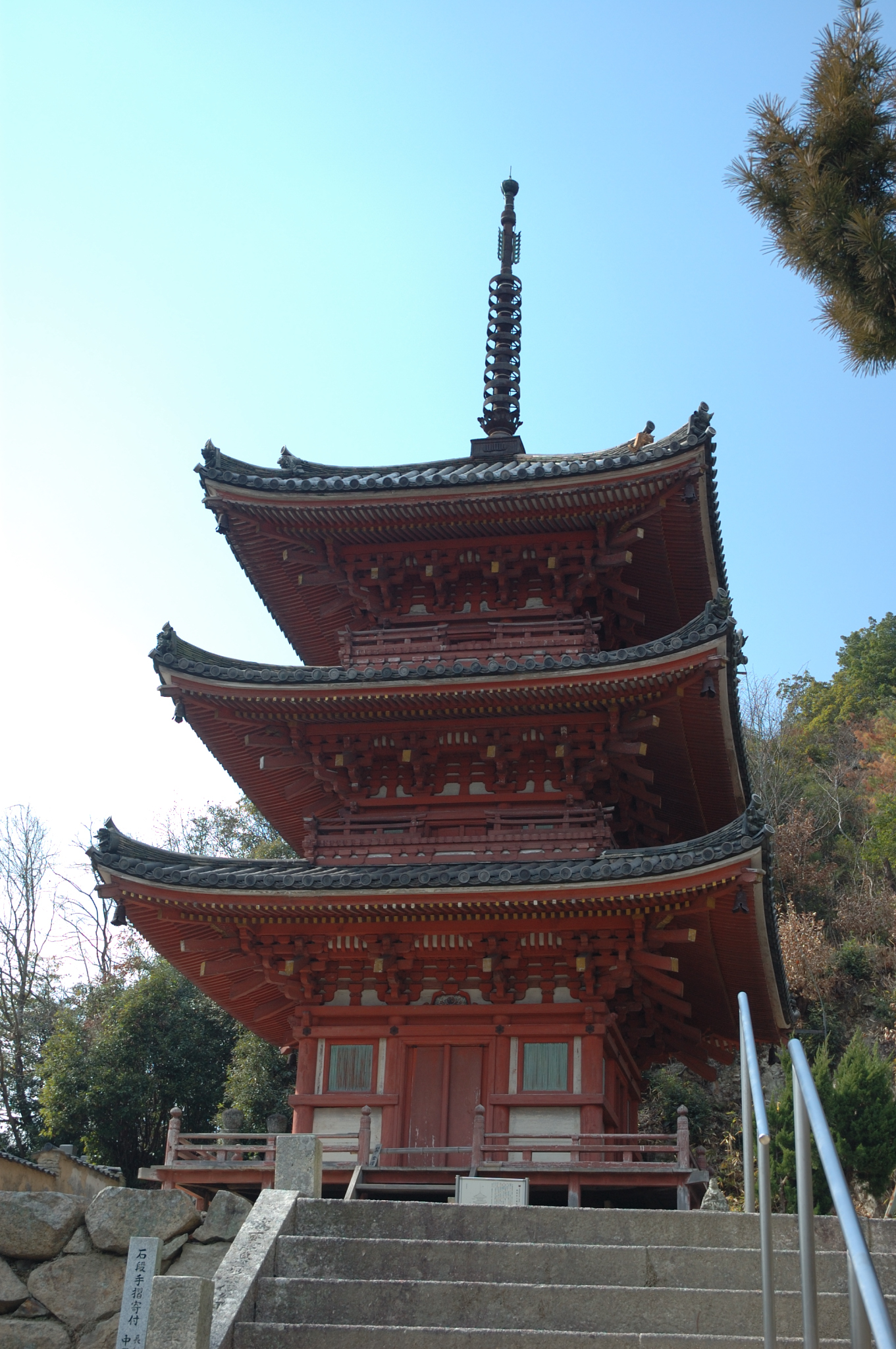
三重塔（重要文化財）

真光寺（しんこうじ）は岡山県備前市にある高野山真言宗の寺院。山号は御瀧山（おたきさん）。本尊は阿弥陀如来。

## 沿革
寺伝によれば行基により奈良時代の天平11年（739年）に創建されたとされ、行基が造立した薬師如来が安置されたといわれている。天平勝宝年間（749年～757年）に報恩大師が孝謙天皇の勅命により、備前四十八箇寺の一つに加えたという。
南北朝時代には兵火のために衰微するが室町時代の応永年間（1394年～1428年）に良宗法印が中興した。しかし、戦国時代に再び衰退した。
江戸時代になると、岡山藩の保護を受け再び復興した。当初、山号は小滝山と称していた。慶長7年（1602年）心王院勢恵上人（しんのういんせいえしょうにん）が仁和寺に招かれ、その際に仁和寺の別称である「御室」から一字を賜り、山号を御瀧山と改称した。現在、自性院・花蔵院の2院が塔頭として残っている。

## 文化財
備前市「備前市の文化財一覧」と「文化財説明資料」による

### 重要文化財（国指定）
- 本堂 附 棟札：棟札には永正13年（1516年）の銘があるが、寺伝では応永年間（1394年～1428年）に再建されたとある。永正13年（1516年）に修理増築された。昭和28年（1953年）11月14日重要文化財指定。
- 三重塔 附 棟札：室町時代中期に建造されたものといわれる。元来は瀬戸内市牛窓町の蓮華頂寺にあったものを慶長18年（1613年）に移築した。昭和28年（1953年）11月14日重要文化財指定。

### 備前市指定文化財
- 仁王門 - 文禄年間建立。宝永8年（1711年）再建。八脚門。入母屋造。本瓦葺。1971年10月6日指定。
- 花蔵院正門 - 元禄11年（1701年）建立。武家風の四脚門。切妻造。本瓦葺。1971年10月6日指定。

## アクセス
- JR赤穂線 西片上駅にて下車、徒歩5分